# 2016~2017년 남태평양 사이클론
2016~2017년 남태평양 사이클론 (2016~2017 South Pacific cyclone season)은 남태평양에서 2016년 12월부터 2017년 5월까지 활동한 사이클론들의 활동에 대해 기록한 문서이다. 2017년 2월 19일 사이클론 바트의 발생을 시작으로 사이클론 3개, 인텐스 사이클론 1개가 발생하였다.

## 같이 보기
- 2016~2017년 남서인도양 사이클론
- 남대서양 열대 저기압